# Jan Fišer
Jan Fišer (* 7 de octubre de 1944, Praga, Protectorado de Bohemia y Moravia) es un arquitecto checo, diseñador, y profesor universitario, miembro de la Cámara Checa de Arquitectos. En 1971 se graduó de la Academia de Artes, Arquitectura y Diseño de Praga en el estudio de arquitectura bajo la dirección del profesor Josef Svoboda. Después de graduarse, se unió a Spojprojekt en Praga, donde trabajó hasta 1978, cuando comenzó a trabajar para el Fondo Checo de Bellas Artes. Dirige su estudio dentro del Instituto de Diseño de la Facultad de Arquitectura de la Universidad Técnica Checa en Praga y el Estudio de Diseño de Interiores en la Universidad Jan Evangelista Purkyně en Ústí nad Labem. Sus realizaciones incluyen la reconstrucción de los teatros Olympic e Ypsilon, la construcción del Generali Česká pojišťovna en Praga 1 o el interior del restaurante en el Palacio Zdar en Ústí nad Labem. Fue uno de los autores de los interiores del complejo de edificios Transgas. Es coautor del libro Transgas, donde escribió un capítulo sobre los interiores de este complejo de edificios.
Su hijo Daniel también es arquitecto y hasta 2018 trabajó en el estudio de arquitectura Zaha Hadid Architects en Londres.